# Telbiwudyna
Telbiwudyna – organiczny związek chemiczny, lek przeciwwirusowy, z grupy analogów nukleozydów, stosowany w leczeniu przewlekłego wirusowego zapalenia wątroby typu B u dorosłych. W badaniach klinicznych wykazano, że telbiwudyna jest skuteczniejsza niż adefowir i lamiwudyna oraz jej stosowanie wiąże się z mniejszym ryzykiem wystąpienia oporności.

## Mechanizm działania
Telbiwudyna jest wytworzonym sztucznie analogiem nukleozydu tymidyny. In vitro pod wpływem enzymów z grupy kinaz ulega procesowi fosforylacji i przekształca się do czynnej postaci 5’-trifosforanu telbiwudyny. Ta aktywna postać leku wykazuje działanie hamujące w stosunku do polimerazy DNA wirusa HBV, przez co hamuje replikację jego DNA, a to z kolei zapobiega tworzeniu kolejnych cząstek wirusa.
Telbiwudyna wykazuje działanie w stosunku do wirusa HBV i innych z grupy hepadnawirusów. Lek nie jest aktywny wobec wirusów HBV odpornych na lamiwudynę. Pojawiły się pierwsze doniesienia o aktywności leku wobec wirusa HIV-1, wymaga to jednak dalszych badań.

## Farmakokinetyka
Po doustnym podaniu leku maksymalne stężenie we krwi osiąga po 3 godzinach. Spożycie posiłku nie wpływa na wchłanianie leku. Telbiwudyna wiąże się w niewielkim stopniu z białkami osocza krwi (stopień wiązania in vitro wynosi 3,3%). Nie stwierdzono, by po podaniu ludziom telbiwudyny tworzyły się w organizmie metabolity tego leku. Nie aktywuje ona, ani nie hamuje układu enzymów cytochromu P450 i nie jest przez ten układ w jakikolwiek sposób wykorzystywana. Okres półtrwania telbiwudyny wynosi 42 godziny (± 12 godzin). Wydalana jest ona głównie z moczem w niezmienionej postaci. Nie stwierdzono istotnych różnic we właściwościach farmakokinetycznych leku w zależności od płci i rasy pacjentów. Leku nie badano u dzieci i osób starszych.

## Wskazania do stosowania leku
Telbiwudynę stosuje się w terapii przewlekłego wirusowego zapalenia wątroby typu B u dorosłych chorych, u których nie doszło jeszcze do dekompensacji wydolności wątroby, replikacja wirusa HBV jest potwierdzona, utrzymuje się wzrost aktywności aminotransferazy alaninowej (AlAT), a w badaniu histopatologicznym wątroby potwierdzone jest zapalenie albo włóknienie (lub oba procesy jednocześnie).
Skuteczność oraz bezpieczeństwo stosowania telbiwudyny w leczeniu przewlekłego WZW typu B potwierdzono w dwóch randomizowanych badaniach klinicznych, które prowadzono metodą podwójnie ślepej próby, z udziałem grup kontrolnych. W pierwszym badaniu o akronimie GLOBE, z udziałem 1367 pacjentów z przewlekłym WZW typu B (z dodatnim lub ujemnym HBeAg) i nie otrzymujących wcześniej analogów nukleozydów, uzyskano potwierdzone laboratoryjnie zahamowanie replikacji DNA wirusa HBV, spadek aktywności aminotransferazy alaninowej, zanik lub serokonwersję HBeAg u osób z dodatnim początkowo tym antygenem, zmniejszenie nasilenia stanu zapalnego i włóknienia w badaniu histopatologicznym. Obserwację chorych prowadzono przez 2 lata. W badaniu tym wykazano, że telbiwudyna jest skuteczniejsza i bezpieczniejsza niż lamiwudyna stosowana szeroko w leczeniu przewlekłego WZW B. Skuteczność i bezpieczeństwo stosowania telbiwudyny potwierdzono w drugim badaniu NV-02B-015, w którym udział wzięło 332 Chińczyków.

## Przeciwwskazania
- nadwrażliwość na telbiwudynę lub pozostałe składniki tabletek ją zawierających,
- wiek poniżej 16 lat i powyżej 65 lat.

## Środki ostrożności
- należy monitorować stan pacjentów z marskością wątroby przyjmujących telbiwudynę, ponieważ istnieje ryzyko pogorszenia wydolności wątroby i zaostrzenia zapalenia wątroby,
- należy kontrolować pacjentów, u których zakończono leczenie telbiwudyną, ponieważ może u nich również nastąpić zaostrzenie zapalenia wątroby,
- u chorych leczonych innymi analogami nukleozydów obserwowano przypadki wystąpienia kwasicy mleczanowej, nie można więc wykluczyć takich sytuacji u chorych otrzymujących telbiwudynę,
- dawkę leku należy modyfikować u chorych z zaburzoną czynnością nerek, zależnie od klirensu kreatyniny,
- u pacjentów hemodialzowanych lek należy podawać po zakończeniu zabiegu hemodializy,
- chorych przyjmujących jednocześnie telbiwudynę oraz leki, takie jak statyny, fibraty czy cyklosporyna, należy monitorować pod kątem pojawienia się miopatii.

## Stosowanie leku w ciąży i w okresie laktacji
Kategoria B. W ciąży telbiwudynę można stosować tylko wtedy, gdy korzyść dla matki przewyższa potencjalne ryzyko dla płodu.
Nie wykonano badań dotyczących stosowania telbiwudyny u ciężarnych kobiet. Badania przeprowadzone na zwierzętach nie wykazały bezpośredniego szkodliwego wpływu na przebieg ciąży, rozwój zarodka i płodu, przebieg akcji porodowej oraz rozwój potomka po urodzeniu, podczas stosowania leku w standardowych dawkach. U samic królika stwierdzono natomiast częstsze występowanie poronień i przedwczesnych porodów podczas stosowania dawek telbiwudyny przekraczających 37-krotnie dawkę standardową, co uznano za efekt toksyczny leku działającego na samice. Stwierdzono u zwierząt przechodzenie telbiwudyny przez łożysko.
Telbiwudyny nie należy stosować u matek karmiących piersią.

## Interakcje
Jednoczesne stosowanie telbiwudyny z innymi lekami wydalanymi przez nerki, takimi jak: aminoglikozydy, diuretyki, wankomycyna, amfoterycyna B, związki platyny, może zmieniać stężenie w osoczu krwi zarówno tych leków, jak i samej telbiwudyny. Jednoczesne stosowanie telbiwudyny z pegylowanym (z dołączoną cząsteczką glikolu polietylenowego) interferonem alfa-2a zwiększa ryzyko wystąpienia neuropatii obwodowej.

## Działania niepożądane
Najczęstsze działania niepożądane związane ze stosowaniem telbiwudyny to: zawroty i ból głowy, kaszel, biegunka, nudności, ból brzucha, wysypka, zmęczenie. Często obserwowano również nieprawidłowości w badaniach biochemicznych krwi, takie jak: wzrost aktywności amylazy, lipazy, kinazy kreatynowej, AspAT i AlAT. Nieco rzadziej występowały: neuropatia obwodowa, zaburzenia smaku, parestezje, rwa kulszowa, ból stawów i mięśni różnych części ciała, zapalenie mięśni, ogólne złe samopoczucie.

## Preparaty
- Sebivo (zarejestrowany w Europie)
- Tyzeka (zarejestrowany w USA)

Oba preparaty produkowane są przez Novartis w formie tabletek 600 mg.